# Gelatinodiscus flavidus
Gelatinodiscus flavidus — вид грибів, що належить до монотипового роду  Gelatinodiscus.